# Sutur
Den här artikeln behandlar den kirurgiska termen sutur. Suturer kan även syfta på sömmarna mellan huvudskålens ben - bensuturer, eller på fogar i ryggradslösa djurs exoskelett eller skal.

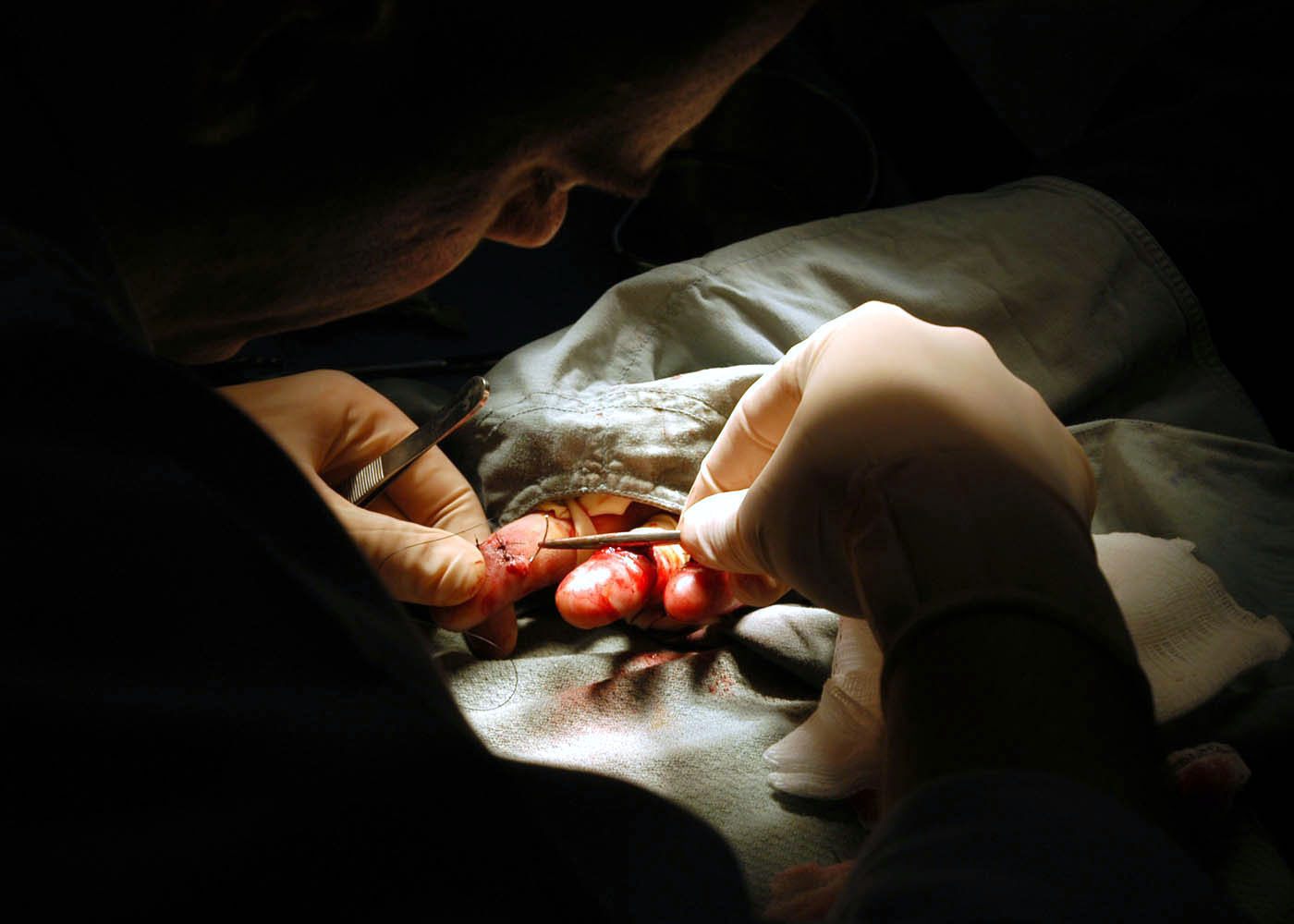
Läggande av enkla suturer på en patients fingertopp.

Suturer är de stygn som läkare, särskilt kirurger, använder för att hålla samman hud, inre organ, blodkärl och annan vävnad i den mänskliga kroppen efter en olycka eller ett kirurgiskt ingrepp. Suturerna måste vara starka (så att de inte spricker), ogiftiga, hypoallergeniska (för att undvika oönskade reaktioner i kroppen) och flexibla (så de kan träs och knytas lätt). Därtill får suturerna inte låta vätska penetrera kroppen då det lätt skulle kunna leda till infektioner. Två av de vanligaste materialen vid tillverkning av suturer är vicryl och nylon.
Utöver med olika sorters trådliknande stygn, kan vävnader sammanfogas med vävnadslim, ett slags häftklamrar kallade agraffer, samt med ett slags smala plåster ofta kallade steristrip (som är ett varumärkesord).

## Resorberbara och oresorberbara suturer
Suturer delas in i två kategorier, dels de som är resorberbara och kommer att brytas ned av kroppen smärtfritt och med tiden försvinner av sig själva, utan ingrepp, och dels de som är oresorberbara och manuellt måste tas bort om de inte ska sitta kvar permanent. Den typ av sutur som används beror på vilken typ av ingrepp som ska göras, där ett avgörande kriterium är kraven som ställs för operationsområdet och dess miljö:
- Suturer som ska läggas inuti kroppen skulle kräva ännu en operation om de skulle avlägsnas. Suturer som ligger på utsidan av kroppen kan avlägsnas på några minuter och utan att återöppna ett sår. På grund av detta används resorberbara suturer oftast invändigt och oresorberbara utvändigt. Resorberbara suturer har olika nerbrytningstid, från cirka fem dagar upp till över sex veckor.
- Suturer kan läggas i en stressfylld miljö som exempelvis hjärtat (ständigt tryck och rörelse) eller urinblåsan (ogynnsam kemisk närvaro) kan kräva mer specialiserade eller starkare material för att utföra sin uppgift. Vanligtvis specialbehandlas dessa suturer eller tillverkas av specialmaterial och de är oftast oresorberbara för att minska risken för nedbrytning. Även oresorberbara suturer åldras och försvagas så att hållfastheten minskar efter flera år.

### Resorberbara suturer
Resorberbara suturer tillverkas av material som bryts ned (hydrolyseras) av vävnaderna efter en viss tidsperiod, vilken beroende på materialet kan variera mellan allt från ett par dagar till upp mot två år. De används därför till många av kroppens inre vävnader. I de allra flesta fall är tre veckor tillräckligt lång tid för ett sår ska slutas ordentligt. Suturen behövs då inte längre och det faktum att den bryts ned är fördelaktigt då inga främmande material finns kvar i kroppen och därför finns det ingen anledning att avlägsna patientens stygn.
Resorberbara suturer gjordes ursprungligen från fårtarmar, det så kallade catgutet. Tillverkning var på många sätt liknande den vid framställning av instrumentalsträngar för fioler och gitarrer, och även naturliga strängar för tennisracket. Uppfinnaren, en kirurg på 900-talet vid namn Abu al-Qasim al-Zahrawi, ska ha upptäckt catguts upplösningsbara natur när hans lutsträngar åts upp av en apa. Idag tillverkas suturer från specialberedda ox- och fårtarmar, och kan vara obehandlade, ytbehandlade med kromsalter för att öka uthålligheten i kroppen, eller värmebehandlade för att öka resorberingen. Dock tillverkas idag de flesta resorberbara suturerna av syntetiska polymerfibrer, som kan vara antingen flätade eller ensamma; dessa erbjuder en mängd fördelar jämfört med tarmsuturer; de är betydligt enklare att hantera, lägre kostnad, låg risk för vävnadsreaktioner, jämn prestation och garanterat ogiftiga. I Europa och Japan har tarmsuturer förbjudits på grund av oro för galna ko-sjukan (BSE), även om de hjordar från vilka tarmsuturerna tillverkas är certifierat BSE-fria. Varje större suturtillverkare har sitt eget patentskyddade "recept" för tillverkning av syntetiska resorberbara suturer; olika blandningar av polyglykolsyra (exempelvis Vicryl), mjölksyra eller kaprolakton är vanliga. Även den färglösa kristallina polymeren polydioxanone (PDO, PDS) kan nämnas.
Det kan hända att resorberbara suturer skapar inflammation och kan stötas bort av kroppen istället för att absorberas.

### Oresorberbara suturer

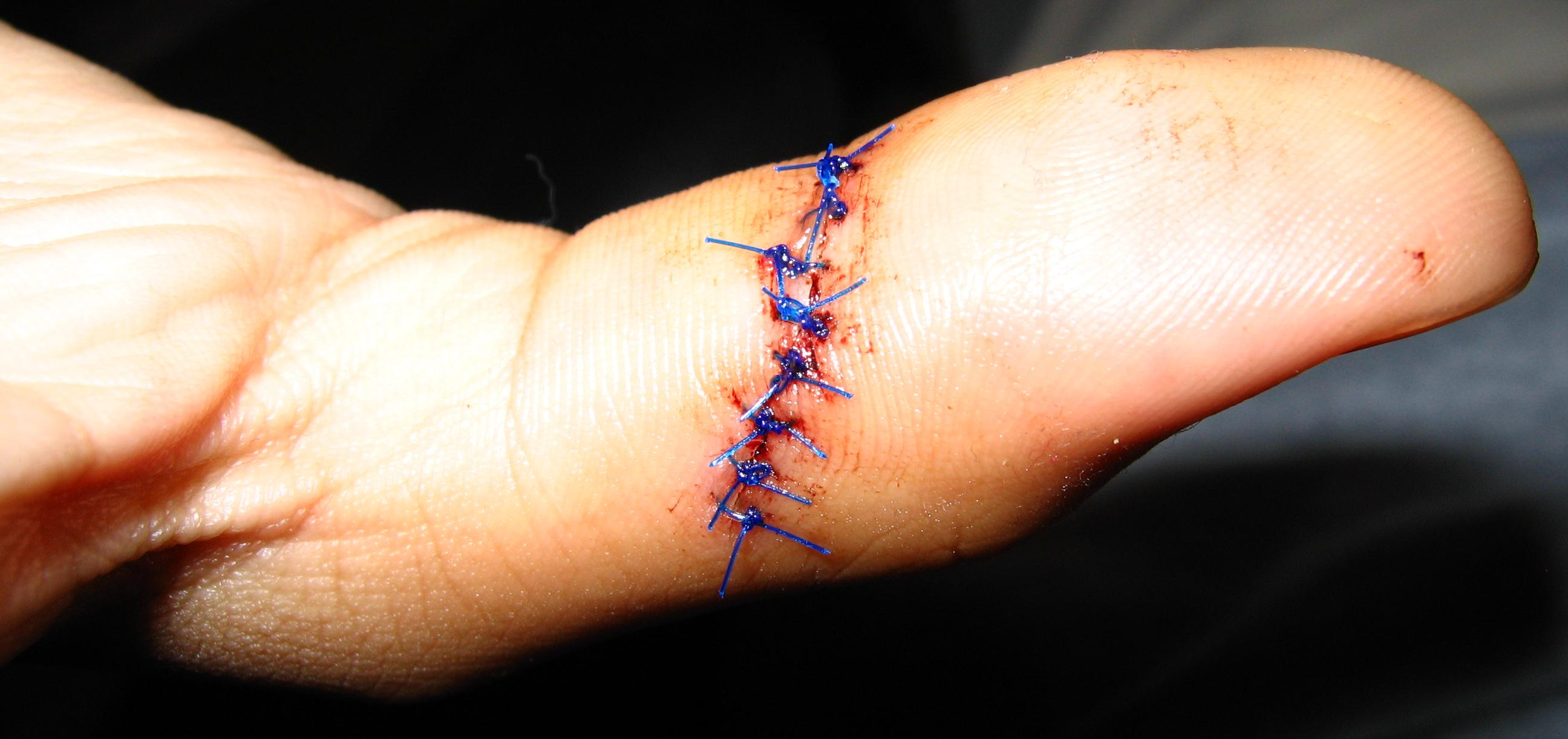
Åtta oresorberbara suturer på en persons vänstra tumme.

Oresorberbara suturer tillverkas av material som inte bryts ned av kroppens metabolism. De används därför vid hudvävnad, där suturerna enkelt kan tas bort efter ett par veckor, och i hjärtat och blodkärlen vars rytmiska rörelser kräver suturer som kan sitta kvar längre än tre veckor för att såret ska läka ordentligt. De används också i andra organ, som exempelvis urinblåsan, eftersom de innehåller vätskor som kan göra att resorberbara suturer försvinner efter bara några dagar, alltför tidigt för att såret ska hinna läka. Inflammationer som orsakats av främmande protein i vissa resorberbara suturer kan förstora ärrbildningen, så om andra typer av suturer används som är mindre antigenetiska (det vill säga som inte provocerar lika stort immunsvar), kan den typen av suturer vara att föredra.
Det finns ett flertal material som används för oresorberbara suturer. Det vanligaste är ett naturligt fiber, silke, som genomgår en speciell framställningsprocess för att göra det tillräckligt för att användas inom kirurgi. Andra oresorberbara suturer framställs av artificiella fiber såsom polypropylen, polyester eller nylon; dessa kan vara med eller utan ytbehandling för att förstärka dess förutsättningar och karaktär i kroppen. Slutligen används även trådar av rostfritt stål vid ortopedisk kirurgi och för att stänga igen bröstkorgen efter hjärtkirurgi. På större djur som hästar kan veterinärer använda rostfria stålsuturer även i huden. 

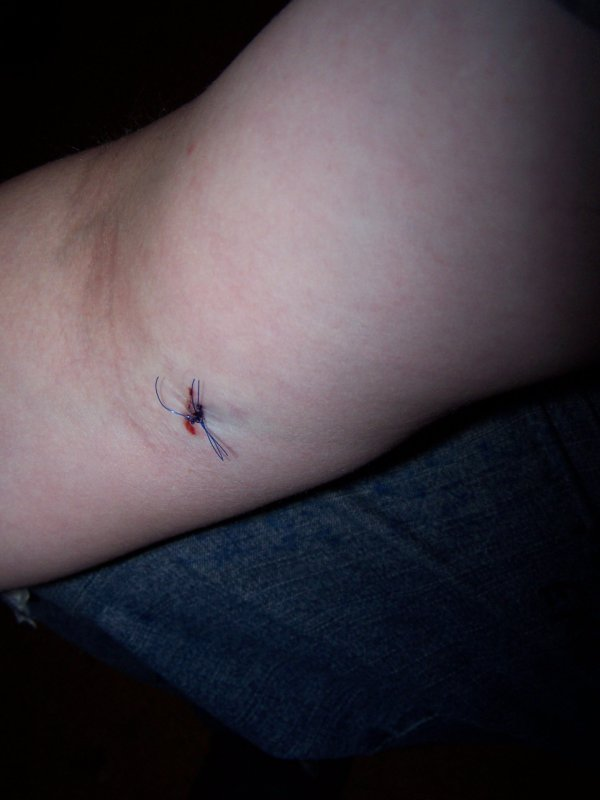
Tre suturer på en persons högerarm, nära armbågen.

### Antimikrobiella suturer
En annan relativt ny utveckling inom sårläkning är användandet av suturer som ytbehandlats med antimikrobiella ämnen för att reducera risken för infektioner i såret. Världshälsoorganisationen WHO och den amerikanska folkhälsomyndigheten CDC har granskat evidensen till stöd för att använda triklosan-behandlade suturer, och bedömer evidensens kvalitet som bristfällig till måttlig.  Flera studier visar att risken för sårinfektion sänks när suturer som behandlats med triklosan används. På denna grund har WHO utfärdat en "villkorlig rekommendation" att använda triclosan-behandlade suturer, och CDC har utfärdat en "svag rekommendation" att använda suturerna.

### Suturnålar
Suturer levereras idag kompletta med suturtråden fäst på en nål, som kan ha olika utförande. Runda nålar där endast spetsen är vass används i mjuka vävnader som till exempel tarmar. Nålar som ska användas i sega vävnader som senor har skärande kanter längs nålens sidor för att den ska kunna föras igenom vävnaden. Nålarna är böjda och har en tjocklek som är anpassad till tråden. Tjockleken anges enligt kodsystemet United States Pharmacopoeia, USP. I detta system är tjockleken 4/0 en grov sutur som kan användas för suturer i hud och 10/0 en ytterst fin sutur som används för till exempel ögonkirurgi.

## Övriga fakta

### Vävnadslim
På senare tid har aktuella cyanoacrylatlim ("vätskestygn") i kombination med, eller som ett alternativ till, suturer blivit ett alternativ vid sårläkning. Limmet är flytande till dess att det kommer i kontakt med vatten eller vatteninnehållande substanser/vävnader, varefter det stelnar och bildar en flexibel film som binder till de underliggande ytorna. Vävnadslimmet har visat sig fungera som en barriär mot mikroba intrång så länge som limfilmen förblir intakt.